# Rocha
Rocha er en by i den sydøstlige del af Uruguay med et indbyggertal (pr. 2004) på 25.538. Byen er hovedstad i Rocha-departementet og blev grundlagt i 1793. 
34°29′S 54°21′V / 34.483°S 54.350°V